# Biskupský pivovar (Kroměříž)
Biskupský pivovar stával od nepaměti za hradbami města v místech, kde se říkalo Na Kopečku na Sladovnickém předměstí (původně sladovny měšťanských nákladnických domů umístěných za hradbami města kvůli manipulaci s otevřeným ohněm) za Mlýnskou branou, kde se nacházelo hospodářské zázemí Arcibiskupského zámku, biskupský mlýn (později zámecká vodárna) a biskupská mincovna.

## Popis areálu
Areál pivovaru tvoří soubor staveb různého stáří se složitým stavebním vývojem. Vjezd do areálu ve směru z centra města je z křižovatky ulic Na Kopečku a Malý Val kolem domu zvaného Prinzhaus (pří schůzce císaře Františka Josefa I. a cara Alexandra II. v roce 1885 zde byl ubytovan korunní princ Rudolf s chotí a některá ruská velkoknížata). Druhý vjezd ve směru od Štěchovic (až do roku to byla 1849 samostatná obec) je z křižovatky ulic Na Kopečku a Chobot.
Nejstarší částí areálu je humno ve dvou jednopatrových budovách se sedlovými střechami, uvnitř čtyřlodním prostorem s dvanácti poli valených kleneb. Za ním se v několikapodlažní budově se symetricky řešeným průčelím a sedlovou střechou bez komínu nachází hvozd. Další provozní částí budovy č.p. 1537 je varna - objekt s nízkou sedlovou střechou a vysokými průmyslovými okny. Zbytek objektu tvoří tzv. chladné hospodářství – spilka a štoky. Spilka v přízemí je prostor se segmentovými klenbami klenutými do traverz, štoky v patře jsou obdélníkového půdorysu s okenními otvory po celé délce, krytými žaluziovými okenicemi. Pod touto částí budovy se nachází rozměrný sklep také se zaklenutými valenými stropy.
Budova č.p. 1538 byla postavena až v roce 1909. Jedná se o prostory s plochými stropy a velkoplošnými okny se skleněnými tvárnicemi. V té době došlo k adaptaci pivovaru, byla postavena nová pivovarská věž (hvozdový komín), došlo k modernizaci sladovny a stavbě nové strojovny s přechodem na parní pohon. Ve 30. letech 20. století byla lednice adaptována na stáčírnu lahví. V 50. letech 20. století byla zřízena sodovkárna (uzavřena 2003).
Ze 70. let 19. století je lednice se sklepy na protější straně ulice, která není součástí kulturní památky.

## Historie
První zmínky o vaření piva v Kroměříži sahají až do roku 1226. V pozdějších letech, když zakoupilo osadu Kroměříž olomoucké biskupství, se tu vařilo pivo nejen pro panský dvůr, ale i pro okolní šenky. Méně známou informací je, že Biskupský pivovar v Kroměříži byl jedním z nejstarších pivovarů nejen v českých zemích, ale dost možná, že jde o nejstarší pivovar v celé Evropě. Olomoucké arcibiskupství zde vařilo pivo minimálně 500 let, dost možná i více, až do doby, kdy se rozhodlo pivovar pronajímat. Jedním z majitelů byl i pan Ing. Rostislav Regentík, kterému byl dne 1.1. 1948 byl podnik znárodněn. Po znárodnění vznikl podnik Hanácké pivovary n.p. Přerov, pod které spadal i Kroměříž. Pivo se vařilo dál a navíc v roce 1950 přibyla v objektu i sodovkárna. Rozrůstající se podnik se stal od roku 1960 součástí Jihomoravských pivovarů.
Vařilo se tu především světlé pivo. V roce 1966 získala kroměřížská světlá desítka v konkurenčním boji 1. místo z celkového počtu 16 jihomoravských pivovarů, rok poté obsadila druhé místo a ještě spoustu dalších se držela na špici žebříčku, co se chuti a kvality týká. V tu dobu se zde vyrábělo 45000 hl piva ročně a podnik dával práci mnoha lidem z města a okolí.
Jenže přišla 80. a 90. léta 20. století a s nimi hrozba zastavení výroby malých podniků. "Černý Petr" tehdy padl i na kroměřížský pivovar, a tak v roce 1987, zde byla uvařena definitivně poslední várka kroměřížského piva. Sodovkárna bojovala o život dál. Roku 1988 byl ustanoven do funkce ředitele pivovaru pan Jaroslav Kvasnička, který se pokusil o nemožné. Dovézt zpět na vrchol tradici výroby kroměřížských limonád.
Celý objekt prošel rozsáhlou rekonstrukcí, a to dokonce v takovém rozsahu, že by snad i dnes mohl splňovat přísné evropské normy. Do výroby byla nainstalovaná zbrusu nová moderní linka i nová zařízení, jenže ..... Podnik tehdy sdružoval 3 provozovny - Sodovkárnu Kroměříž, sladovnu Záhlinice a pivovar Uherský Ostroh, který později prošel privatizaci. Z původních celkem 130 zaměstnanců, zbylo 75. Velké investiční náklady si vyžádaly vysoké splátky úvěrů. Peníze, které se vydělaly, se musely obratem investovat nejen do splátek, ale i do nových technologií. Navíc byla doba velmi silné konkurence, a na to se již kroměřížskému pivovaru nedostávalo sil, a to i přesto, že v tu dobu vyráběl velmi úspěšný modrý nápoj Viagra, spolu s dalšími 12 druhy limonád, které putovaly nejen po celé Moravě ale i za její hranice.
Přišel rok 1999 a s ním nařízení o reorganizace Jihomoravských pivovarů. Z celkem 11 podniků, zůstaly dva, které byly složeny z několika dalších. Kroměříž, spolu se sladovnou Záhlinice a pivovarem Uherský Ostroh, tvořil ten druhý. Reorganizace měla zefektivnit chod Jihomoravských pivovarů a tak se utvořil jeden celek, který spadal pod pivovar Vyškov. Tímto se podepsal konečný ortel nad celou kroměřížskou sodovkárnou i přes sliby, že bude zachována. Než se definitivně její brány zavřely a propustilo se 50 zaměstnanců, utekl ještě rok a půl.

## Současnost
Dodnes krásný, historický objekt zeje prázdnotou. Snahu o využití těchto prostor i jeho "výhodné" polohy u zámku k provozování pivovarského muzea a minipivovárku nebo o přestavbu objektu na penzion za účelem přitáhnout turisty zpět do města a nabídnout jim jak kulturní vyžití, tak ubytování, se nesetkala s odezvou. Areál pivovaru je v soukromém vlastnictví a budovy pomalu chátrají.